# Karel Poborský
Karel Poborský (Jindřichův Hradec, República Checa, 30 de marzo de 1972) es un exfutbolista profesional representante de la selección checa.

## Trayectoria
Empezó jugando para el club SK Dynamo České Budějovice y después de su paso por el FK Viktoria Žižkov jugó con el Slavia Praga, con el cual obtuvo el título de liga local en 1996. En ese mismo año representó a República Checa en la Eurocopa de fútbol en Inglaterra, donde obtuvieron la medalla de plata.
Con este éxito, se le abrieron la puertas para jugar en el equipo inglés del Manchester United, aunque no tuvo mucho éxito en el cuadro principal para luego pasar al Benfica, donde pasó a ser una estrella hasta ser vendido al Lazio, jugando con su compatriota Pavel Nedvěd. Por asuntos familiares regresó a República Checa. En 2002 jugó para Sparta Praga, obteniendo un par de títulos nacionales. Por problemas con la directiva del club en septiembre de 2005 fue despedido del equipo y cedido al SK České Budějovice de la segunda división checa, club en el que, precisamente, comenzó su carrera profesional. 
Fue el primer representante checo en superar la barrera de los 100 juegos internacionales en 2004.

## Clubes
| Club                       | País            | Año       | Partidos | Goles |
| -------------------------- | --------------- | --------- | -------- | ----- |
| SK Dynamo České Budějovice | República Checa | 1991-1994 | 82       | 15    |
| FK Viktoria Žižkov         | República Checa | 1994-1995 | 28       | 10    |
| Slavia Praga               | República Checa | 1995-1996 | 26       | 11    |
| Manchester United          | Inglaterra      | 1996-1997 | 32       | 5     |
| SL Benfica                 | Portugal        | 1998-2000 | 61       | 11    |
| SS Lazio                   | Italia          | 2001-2002 | 47       | 5     |
| Sparta Praga               | República Checa | 2002-2005 | 87       | 26    |
| SK Dynamo České Budějovice | República Checa | 2006-2007 | 26       | 10    |

## Palmarés

### Torneos nacionales
| Título                     | Club              | País            | Año     |
| -------------------------- | ----------------- | --------------- | ------- |
| Liga de Fútbol             | SK Slavia Praga   | República Checa | 1995-96 |
| Charity Shield             | Manchester United | Inglaterra      | 1996    |
| Premier League             | Manchester United | Inglaterra      | 1996-97 |
| Liga de Fútbol             | AC Sparta Praga   | República Checa | 2002-03 |
| Copa de la República Checa | AC Sparta Praga   | República Checa | 2003-04 |
| Liga de Fútbol             | AC Sparta Praga   | República Checa | 2004-05 |